# Tovera Kort

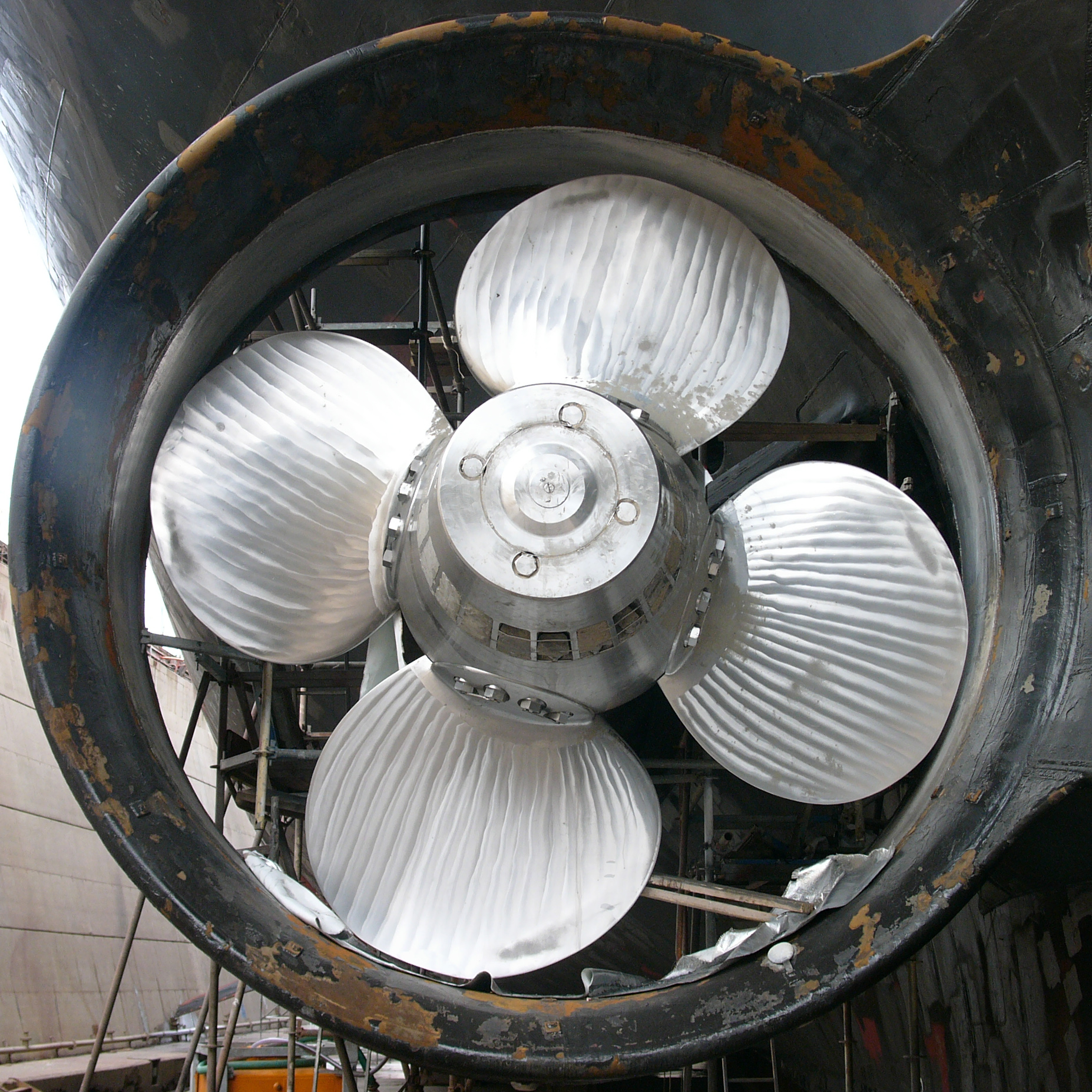
Hèlix amb tovera. Cal fixar-se en la distància entre l'hèlix i la tovera.

L'hèlix amb tovera o Tovera Kort, és un sistema de propulsió nàutica compost per una hèlix col·locada dins d'una tovera rígida. Va ser desenvolupat per Luigi Stipa en 1931 i Ludwig kort en 1934 (també conegut com a tovera Kort). Aquest disseny augmenta la força d'empenta i millora l'eficiència en comparació amb l'hèlix nua.
El disseny hidrodinàmic del conducte de la tovera, que té un perfil d'ala, té certs avantatges sota certes condicions d'operació en comparació amb les hèlixs sense tovera.
Els avantatges inclouen l'augment de l'eficiència a baixes velocitats (< 10 nusos), una millor estabilitat per mantenir el rumb i la reducció de la vulnerabilitat a les deixalles flotants. Entre els inconvenients hi ha una menor eficiència a altes velocitats (> 10 nusos), problemes d'estabilitat al navegar cap enrere, i l'augment de la cavitació. Les hèlixs de tovera de vegades s'utilitzen per reemplaçar el timó.

## Descripció
Les hèlixs utilitzades tenen un disseny especial, que té en compte els corrents produïts per la interacció amb la tovera.
Hi ha dos tipus de Toveres:
- Toveres que acceleren el cabal dirigit cap a l'hèlix. Aquest concepte va ser desenvolupat per Ludwig Kort el 1924.
- Toveres que frenen el flux dirigit cap a l'hèlix.

En ambdós sistemes, la punta de l'hèlix fa girar una curta distància de la superfície interior de la boca, eliminant les vorades generades pel moviment de l'hèlix. L'augment de la velocitat de la massa d'aigua que es dirigeix cap a l'hèlix disminueix el parell de forces, però el conjunt augmenta la força d'empenta.
Aquests sistemes de propulsió disminueixen la seva eficiència en els vaixells que naveguen a altes velocitats.